# Monster Party
Monster Party è un videogioco a piattaforme sviluppato da Sonata e pubblicato nel 1989 da Bandai per Nintendo Entertainment System.

## Modalità di gioco
Monster Party presenta otto livelli di gioco basati sul cinema dell'orrore.